# 데이비드 "허니보이" 에드워즈
데이비드 "허니보이" 에드워즈(David "Honeyboy" Edwards, 1915년 6월 28일 ~ 2011년 8월 29일)는 로버트 존슨과 함께 델타 블루스 또는 컨트리 블루스로 불리는 블루스 1세대의 대표적인 뮤지션으로 손꼽힌다.
에드워즈는 17세 때인 1932년 멤피스에서 음악 활동을 시작했고 1950년대부터는 시카고로 무대를 옮겨 활동했다.
찰리 패튼, 빅 조 윌리엄스, 소니 보이 윌리엄스, 머디 워터스 등과 함께 기억되는 그는 델타 블루스계의 마지막 생존자이기도 하다.
에드워즈는 2번의 그래미상과 블루스 뮤직 상 등을 수상했다. 1996년 블루스 명예의 전당에 헌정되었고 2008년에는 그래미상 전통 블루스상을, 지난해에는 그래미상 평생 공로상을 각각 받았다.

## 생애

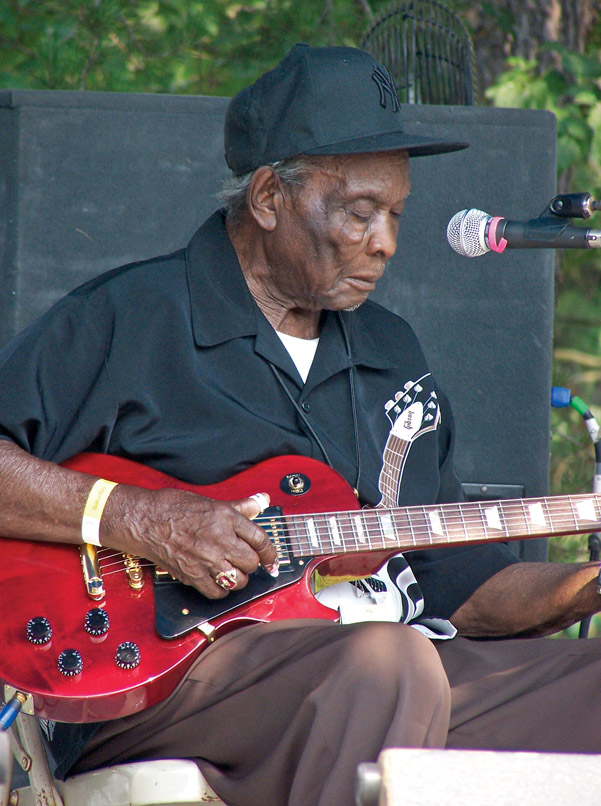
데이비드 "허니보이" 에드워즈 (2008년)

데이비드 "허니보이" 에드워즈는 1915년 6월 28일 미국 미시시피주 샤우에서 태어났다. 그는 14세의 나이에 집을 떠나 방랑 음악가인 빅 조 윌리엄스와 함께 여행을 떠났다.
그는 1930년대와 1940년대 내내 계속해서 순회 공연을 했다. 그는 유명한 델타 블루스 뮤지션 로버트 존슨과 함께 공연을 했고 그는 친밀한 우정을 쌓았다. 그리고 1997년 시카고 리뷰 출판사에 의해 출판된 그는 어린 시절부터 미국 남부를 여행하고, 1950년대 초반에 시카고에 도착했을 때 그의 삶을 회상했고 같은 제목의 동반자 CD가 에어위그에 의해 출시되었다.
그의 긴 연설과 그의 매니저인 마이클 프랭크와 그의 매니저인 마이클 프랭크는 1980년대부터 다양한 독립적인 상표에 관한 여러장의 앨범을 내놓았다. 그는 또한 캔자스주 설라이나에 있는 녹음 스튜디오에서 녹음 스튜디오에 녹음했고, APO라벨에 앨범을 발매했고 에드워드는 그의 자서전에서 그가 90년대를 잘 여행하면서 그의 자서전에서 묘사한 방랑 생활을 계속했다.
하지만 에드워드는 2011년 8월 29일 새벽 3시경에 자택에서 울혈성 심부전으로 사망했다.

## 음반 목록
- 1951년 "Build a Cave" / "Who May Be Your Regular Be"
- 1953년 "Drop Down Mama"
- 1978년, 1995년 I've Been Around
- 1979년 Old Friends
- 1988년 White Windows
- 1992년 Delta Bluesman
- 1997년 Crawling Kingsnake
- 1997년 World Don't Owe Me Nothing, recorded live
- 1999년 Don't Mistreat a Fool
- 2000년 Shake 'Em On Down
- 2001년 Mississippi Delta Bluesman
- 2001년 Back to the Roots
- 2008년 Roamin' and Ramblin'

## 수상
- 1996년 블루스 명예의 전당 헌정
- 2008년 그래미 어워드 전통 블루스상
- 2010년 그래미 어워드 평생 공로상

## 같이 보기
- 노토덴 블루스 페스티벌